# Luigné
Luigné is een gemeente in het Franse departement Maine-et-Loire (regio Pays de la Loire) en telt 219 inwoners (2004). De plaats maakt deel uit van het arrondissement Angers.

## Geografie
De oppervlakte van Luigné bedraagt 9,8 km², de bevolkingsdichtheid is 22,3 inwoners per km².
De onderstaande kaart toont de ligging van Luigné met de belangrijkste infrastructuur en aangrenzende gemeenten.

## Demografie
Onderstaande figuur toont het verloop van het inwonertal.